# Liste der Naturdenkmale in Buggingen
| Naturdenkmale | Anzahl |
| ------------- | ------ |
| FND           | 1      |
| END           | 2      |
| Gesamt        | 3      |

Die Liste der Naturdenkmale in Buggingen nennt die verordneten Naturdenkmale (ND) der im baden-württembergischen Landkreis Breisgau-Hochschwarzwald liegenden Gemeinde Buggingen. In Buggingen gibt es insgesamt drei als Naturdenkmal geschützte Objekte, davon ein flächenhaftes Naturdenkmal (FND) und zwei Einzelgebilde-Naturdenkmale (END).
Stand: 31. Oktober 2016.

## Flächenhafte Naturdenkmale (FND)
| Name                     | Bild | Kennung     | Einzelheiten | Position | Fläche Hektar | Datum         |
| ------------------------ | ---- | ----------- | ------------ | -------- | ------------- | ------------- |
| Bei der Stangen          | BW   | 83150220001 | Buggingen    | ⊙        | 2,6           | 15. Okt. 1986 |
| Legende für Naturdenkmal |      |             |              |          |               |               |

## Einzelgebilde (END)
| Name                      | Bild | Kennung     | Einzelheiten | Position | Fläche Hektar | Datum         |
| ------------------------- | ---- | ----------- | ------------ | -------- | ------------- | ------------- |
| Eiche Buggingen-Seefelden | BW   | 83150070002 | Buggingen    | ⊙        | 0,0           |               |
| 1 Sommerlinde             | BW   | 83150220002 | Buggingen    | ⊙        | 0,0           | 27. Jan. 1997 |
| Legende für Naturdenkmal  |      |             |              |          |               |               |